# مارتین وارطانیان
مارتین سیمونی وارطانیان (ارمنی: Մարտին Սիմոնի Վարդանյան؛  زادهٔ ۶ اکتبر ۱۹۰۰ - درگذشته ۲۳ اکتبر ۱۹۹۱) شیمیدان اهل ارمنستان بود.

## زندگی‌نامه
وی در ۶ اکتبر ۱۹۰۰ در آلکساندراپول به دنیا آمد و از دانشگاه دولتی فنی سن پترزبورگ (۱۹۲۹) فارغ‌التحصیل گشت. همچنین برندهٔ جوایزی همچون نشان لنین، نشان برجسته افتخار و نشان پرچم سرخ کار شده است. وی در ۲۳ اکتبر ۱۹۹۱ در سن ۹۱ سالگی در مسکو درگذشت و در آرامستان مرکزی ایروان (توخماخ) به خاک سپرده شد.

## یادداشت
1. ↑  Սանկտ Պետերբուրգի պետական պոլիտեխնիկական համալսարան